# Gorochowiec
Gorochowiec – miasto w Rosji, w obwodzie włodzimierskim. W 2006 liczyło 13 789 mieszkańców.